# Código europeo de deontología del periodismo
El Código Europeo de Deontología del Periodismo recoge la información como un derecho fundamental, cuyos sujetos son los ciudadanos. Estos tienen el derecho de exigir información veraz y opiniones honestas. Además, se aprueba la liberalización de un mercado, el periodístico, que no debe estar sólo en manos públicas, si bien se debe salvaguardar la libertad en los medios de comunicación, evitando presiones internas y valorando la libertad de expresión de editores y periodistas, por ser los emisores de la información, no los dueños.
Un apartado hace referencia a la función del periodismo y su actividad ética debido a su importancia para la vida democrática, tal y como lo recogen otras declaraciones. Sin embargo, también se señala que la pretensión del periodismo no es la de crear opinión pública, sino la de transmitir información a los ciudadanos, respetando la presunción de inocencia y el derecho a la vida íntima. Ello también va aparejado a que también las personas con vida pública tiene derecho a no ser privadas de su vida privada, si bien en los campos en que haya algún tipo de incidencia sobre la vida pública, se recurrirá a la jurisprudencia pertinente para no dañar su vida privada. 
También se recoge el hecho de que en el ejercicio del periodismo, el fin no justifica los medios, sino que la información debe ser obtenida a través de medios éticos y legales. Además, se incluye la garantía de unas condiciones y un salario digno para la realización de la profesión periodística, así como una formación adecuada para la realización del trabajo.
Además de recomendar la redacción de estatutos de redacción para las empresas informativos, se recoge una serie de pautas para situaciones de conflicto, como el hecho de defender los valores de democracia (donde recomienda no ser neutral), el respeto a la dignidad humana, la solución de los problemas a través de métodos pacíficos y de tolerancia, y la oposición a la violencia y al lenguaje del odio y del enfrentamiento, rechazando toda discriminación por razón de cultura, sexo o religión.
En cuanto a los niños y los jóvenes, se evitará la difusión de programas, mensajes o imágenes relativas a la exaltación de la violencia, el sexo y el consumo y el empleo de un lenguaje deliberadamente inadecuado. 
La Asamblea también considera oportuno la creación de organismos de autocontrol para el cumplimiento de este código deontológico, donde se integren editores, periodistas y asociaciones de usuarios de televisión, jueces y representantes de la Universidad. 
Por último, la Asamblea recomienda al Comité de Ministros de la UE una serie de pautas de cumplimiento de los códigos deontológicos recogidos por diferentes organismos, entre ellos el que promueve la Asamblea. Así la Asamblea Parlamentaria ofrece unas directrices a partir de las cuales cada país puede desarrollar sus propias leyes de autorregulación de forma individual. Entre sus directrices figuran: 
- la participación de los distintos Estados a fomentar leyes que garanticen la organización de los medios de comunicación, la elaboración de informaciones neutrales en los mismos, el pluralismo de la sopiniones y la igualdad de sexos, así como el derecho de rectificación; 
- la colaboración con organizaciones no gubernamentales como la FIJ (Federación Internacional de Periodistas), y la posibilidad de establecer un mecanismo de autocontrol de la información (Ombudsman europeo de la comunidad) que garantice la homogeneidad del funcionamiento de los órganos y mecanismos de autocontrol nacionales; 
- promueve la creación de asociaciones de usuarios de los medios de comunicación y anima a las escuelas del sector a desarrollar una enseñanza adecuada para la utilización de los medios de comunicación; 
- la adopción de una declaración sobre la ética del periodismo de acuerdo con las directrices de la Resolución y promover la aplicación de principios básicos en los Estados miembros del Consejo de Europa.
En el apartado del código europeo que dice que la función del periodismo no es la de crear opinión pública podríamos ampliarlo para destacar la importancia del respeto de la vida privada. Un individuo cuya vida pública es importante, puede exigir el derecho a preservar su vida privada siempre y cuando haya cumplido con sus deberes ante la sociedad. Los organismos sociales y aquellos que cumplen funciones públicas (como la prensa) deben conocer la relevancia que tiene el respetar este derecho, de ahí que la formación periodística sea tan importante ya que enseña los códigos legales y éticos mínimos que se deben utilizar a la hora de obtener y publicar la información. No se deberá conseguir la información mediante procedimientos ilícitos como el engaño, la intimidación o sin el consentimiento del dueño. Un individuo tiene el derecho a preservar su imagen e intimidad, de ahí que existan contratos de cesión de imagen para mitigar los problemas que puedan surgir a la hora de publicar fotografías en un determinado medio. 
El Código europeo de deontología del periodismo, como se ha dicho anteriormente, recomienda la redacción de estatutos para resolver situaciones puntuales. En el caso de España, el proyecto del estatuto fue presentado en el congreso el 23 de abril de 2004 (presentada por el Grupo Parlamentario de Izquierda Verde-Izquierda Unida-Iniciativa per Catalunya Verds).
En este proyecto se señala la importancia del derecho a la libre expresión y a la recepción de información veraz. El estatuto se compone de seis capítulos y cada uno de ellos contiene sus correspondientes artículos, llegando a un total de treinta y tres.
El capítulo I habla sobre el periodista como profesional: titularidad, acreditación mediante un carné, titulación, periodistas libres, extranjeros…y las incompatibilidades que pueden llegar a surgir dependiendo del cargo que se tiene (ministro, policía…)
El capítulo II trata sobre los deberes del periodista mientras que el capítulo III lo hace sobre los derechos. Los siguientes tres capítulos contienen artículos que se relacionan con diferentes entes del mundo periodístico. El capítulo IV sobre los Directores, el capítulo V sobre los Comités de redacción y por último el capítulo VI acerca de los Consejos de información, el cual estará formado por periodistas y representantes de asociaciones sindicales, empresariales y de consumidores.
La Federación de Asociaciones de Periodistas de España (FAPE) elaboró un proyecto alternativo al estatuto.